# Queer.pl
queer.pl (wcześniej: innastrona.pl) – najstarszy i najpopularniejszy portal informacyjno-publicystyczno-kulturalny w Polsce przeznaczony dla ludzi LGBT, założony w 1996 roku przez Radosława Oliwę, wydawany przez queermedia.pl. W 2012 roku innastrona.pl odświeżyła wygląd i zmieniła nazwę na queer.pl. Serwis był notowany w rankingu Alexa na miejscu 635 323 (świat).

## Profil portalu
Portal od lat patronuje takim wydarzeniom jak m.in. Parada Równości, Marsz Równości w Krakowie, bierze udział w publicznej debacie wokół tematów jak związki partnerskie, coming out czy outing, współpracuje z polskimi organizacjami LGBT, jak np. Kampania Przeciw Homofobii, Stowarzyszenie Lambda Warszawa. Od 2012 roku organizuje w Krakowie cykl spotkań i debat pod nazwą Klub Queer.pl.
Z portalem współpracowało lub współpracuje wielu znanych publicystów, działaczy, ludzi kultury i sztuki, blogerów, m.in. Mariusz Kurc (mku; redaktor naczelny czasopisma „Replika”), Łukasz Maciejewski, Bartosz Żurawiecki, Janusz Marchwiński (jm), Witold Jabłoński, Jacek Kochanowski (jk), Tomasz Sikora (ts), Krzysztof Tomasik (kt), Marcin Pietras (mp), Edward Pasewicz, Ewa Tomaszewicz, Mariusz Drozdowski (Jej Perfekcyjność), Anna Krystowczyk.
W 2007 roku, w pierwszej edycji nagród, portal został uhonorowany przez Towarzystwo Ekonomiczne na rzecz Gejów i Lesbijek pierwszym miejscem w kategorii najlepszy serwis internetowy LGBT (tytuł Grand Prix TEGL Web Awards 2007).

## Statystyki
W 2006 roku portal odwiedzało co miesiąc 34% internautów identyfikujących się z LGBT. Według firmy badawczej QM oraz Towarzystwa Ekonomicznego na rzecz Gejów i Lesbijek, na portal przypadło wówczas 55% wartości budżetów na reklamę internetową skierowaną do LGBT.
Według badania Megapanel PBI/Gemius z lipca 2009 roku miesięczna liczba użytkowników portalu wynosiła niespełna 170 tys., a miesięczna liczba odsłon przekraczała 8 mln.
W 2014 roku uruchomione zostały aplikacje queer.pl na smartfon iPhone, tablet iPad oraz urządzenia z systemem Android. Na początku 2015 roku z aplikacji na Androidzie korzystało ponad 10 000 osób.